# 스이타역 (서일본 여객철도)
스이타역(일본어: 吹田駅, すいたえき)은 오사카부 스이타시에 있는 서일본 여객철도의 도카이도 본선(JR 교토 선) 상의 역이다.
한큐 전철의 스이타 역까지는 직선거리로 약 600m 정도 떨어져 있다.
도카이도 본선의 두 화물 지선 (우메다 화물선, 홋포 화물선)의 서류상의 기점역이나, 실제로는 스이타 신호장 (구 스이타 조차장)까지 선로가 이어져 있다. 거기에 이 화물선들로부터 가타마치 선의 화물 지선 (조토 화물선)이 분기한다.
도카이도 본선에서 이 역부터 교토 방향으로는 교토 지사의 관할에 들어간다. 오사카 지사는 인접역인 히가시요도가와역부터 관할한다.
카타마치선의 화물선이 분기됩니다.

## 개요
화물선을 제외하면 2면 4선의 쌍섬식 플랫폼이 있는 역이나, 각역정차만 정차하는 탓에 내측선만 사용하고, 외측선은 펜스를 쳐놓았다. 단, 신년 행사 등에 맞춰 쾌속이 정차하는 경우도 있다.
일본국유철도 시대에는 당역 발착의 보통 열차가 있었지만, 현재는 운행하고 있지 않다. JR로의 이행 후에는 신산다행 시발 열차가 아침에 3편 설정되어 있었지만, JR 도자이 선 개업 이후에는 다카쓰키역 시발로 바뀌었다. 되돌림 운행을 위한 회송 선로는 1일 1회 '탱고 익스플로러'의 회송에 사용된다. 덧붙여, 시각표 혼란이 생기는 경우에는 당역 발착의 열차가 설정되기도 한다.
에스컬레이터와 엘리베이터 설비공사로 인하여 오사카 방향의 계단이 2005년 가을부터 약 1년 2개월 동안 사용 불가능했으며, 현재는 계단은 설치되지 않고, 계단 대신 에스컬레이터를 이용해야 한다.
어번 네트워크에 소속되어 있으며, J스루 카드, ICOCA, PiTaPa (스룻토 간사이 협의회) 등을 이용할 수 있다.

### 승강장
↑오사카·산노미야 방면

| １２ | | ３４ |

다카쓰키·교토 방면↓
| 1 | ●JR 교토 선 (하행 외측선) | 통과열차만 존재, 폐쇄되어 있음  |
| 2 | ●JR 교토 선 (하행 내측선) | 오사카·산노미야·다카라즈카 방면 |
| 3 | ●JR 교토 선 (상행 내측선) | 다카쓰키·나가오카쿄·교토 방면   |
| 4 | ●JR 교토 선 (상행 외측선) | 통과열차만 존재, 폐쇄되어 있음  |

## 이용 현황
2006년의 1일 평균 승차 인원수는 약 22, 303명 (서일본 여객철도 홈페이지로부터). 관내 역 중에서는 40위이다.

## 역사
- 1876년 8월 9일 - 일본국유철도의 역으로 개업. 여객, 화물 취급 개시.
- 1924년 - 현재 소재지(동쪽으로 200m)로 이전.
- 1979년 8월 1일 - 중앙 출구 역사 사용 개시.
- 1979년 10월 - 역 주변 재개발 완성. 역 빌딩을 포함하는 상업시설 개업.
- 1984년 2월 1일 - 화물 취급 폐지. 아사히 맥주 스이타 공장에의 전용선으로 화물을 수송했었다.
- 1987년 4월 1일 - 일본국유철도 분할 민영화로 서일본 여객철도의 역이 됨.

## 인접역 정보
| 서일본 여객철도 도카이도 본선                                                                       | 서일본 여객철도 도카이도 본선 | 서일본 여객철도 도카이도 본선 |
| --------------------------------------------------------------------------------------------------- | ----------------------------- | ----------------------------- |
| 기시베 교토 방면                                                                                    | ● JR 교토 선 ■ 보통           | 히가시요도가와 오사카 방면    |
| 서일본 여객철도 도카이도 본선 화물 지선                                                             |                               |                               |
| 스이타 신호장¹ 스이타 신호장 방면                                                                   | ○ 우메다 화물선               | 신오사카 후쿠시마 방면        |
| 스이타 신호장¹ 스이타 신호장 방면                                                                   | ○ 홋포 화물선                 | 아마가사키² 후쿠시마 방면     |
| 가타마치 선 화물 지선                                                                               |                               |                               |
| 시기노 규호지 방면                                                                                  | ○ 조토 화물선                 | 시·종착역                     |
| 1: 정식 구간은 아니지만 선로가 이어져 있음. 2: 사이에 미야하라 조차장, 미야하라 종합 운전소가 위치. |                               |                               |